# 伊斯霍伊市鎮
伊斯霍伊市鎮（丹麥語：Ishøj Kommune）是丹麥的一個市鎮，位於西蘭島東北部，位於哥本哈根西南，臨克厄灣，屬首都大區。面積25.94平方公里，2009年人口20,756人。行政中心的伊斯霍伊。